# Лелека чорний
Лелека чорний (Ciconia nigra) — вид птахів з роду Лелека, родини Лелекових. Веде потайний спосіб життя. Один з 5-ти видів роду; один з 2-х видів роду у фауні України. В Україні гніздовий, перелітний птах. Оселяється переважно біля лісових озер чи лісових боліт.

## Поширення
Поширений майже по всій території Євразії у лісовій та лісостеповій зоні. У горах гніздиться до висоти 2200 м над рівнем моря. Лелека чорний гніздиться також у Південній Африці. На відміну від Білого Лелеки намагається уникати людей, тому представників цього виду рідко можна побачити. В Україні поширений переважно на Поліссі та в Карпатському регіоні.

## Чисельність і причини її зміни
Чисельність у Європі сягає 7,8–12 тис. пар та має тенденцію до зростання. В Україні чисельність досягає 400—450 пар. У тому числі: у Волинській області 50–60 пар, у Житомирська область 6; Рівненській − 60–70, Львівській − 30–40, Закарпатській − 30–40, Івано-Франківській − 30–40, Чернівецькій − 8–10, Київській − 25–30, Чернігівській − 40–50, Сумській − 10–12. Причини зміни чисельності: деградація місць гніздування через вирубування лісів, меліорація лісових угідь у смузі Лісостепу, фактор непокою. В омолоджених лісах, не знайшовши старого дерева, лелеки будують гнізда на молодих деревах, у яких під вагою гнізда ламаються гілки і гнізда з яйцями або пташенятами падають на землю.

## Особливості біології

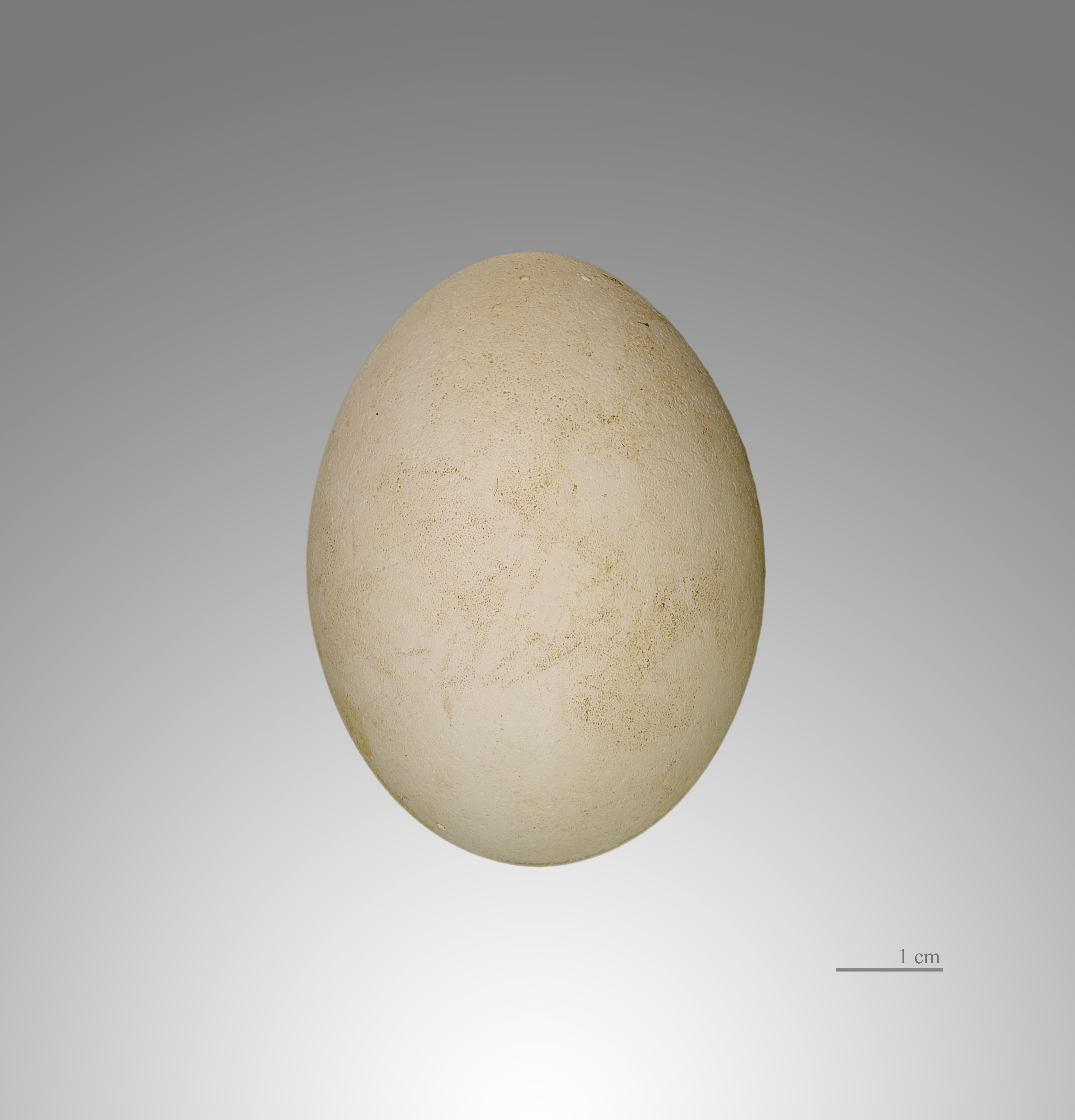
Яйце лелеки чорного

Перелітний птах. Прилітає наприкінці березня − у квітні. Оселяється в старих лісах поблизу водойм і боліт, у період міграцій трапляється на луках, пасовищах, полях поряд з водоймами. Гніздиться окремими парами. Моногам. Гнізда на деревах у розгалуженні головного стовбура або на великих бічних гілках на висоті 3–20 м. Яйця відкладає у травні. У повній кладці 2–6 яєць, найчастіше − 4. Насиджують кладку самка і самець, протягом 32–34 днів. У виводку 1–5 пташенят. Пташенята починають літати у віці біля 2-х місяців. Статева зрілість наступає у віці 3 років. Відліт відбувається у серпні – жовтні. Мігрує вдень, широким фронтом. Навесні мігрує переважно поодинці, восени − також групами по 4–20 ос., на півдні країни зграями до 40 ос. Живиться рибою, земноводними, водяними комахами; інколи здобуває плазунів і мишоподібних гризунів.

## Охорона
Охороняється Конвенцією з міжнародної торгівлі вимираючими видами дикої фауни і флори (CITES) (Додаток ІІ), Боннською (Додаток ІІ) та Бернською (Додаток ІІ) конвенціями. Занесено до Червоної книги України (1994, 2009) (статус — рідкісний).

## В нумізматиці
26 квітня 2024 року Національний банк України ввів в обіг пам'ятну монету номіналом 5 грн «Чорнобиль. Відродження. Лелека чорний», як одному з своєрідних символів відродження життя в Чорнобильській зоні, де вони були помічені.
|                                                |  |  |
| Монета "Чорнобиль. Відродження. Лелека чорний" |  |  |